# Afrikansk fingerodder
Den afrikanske fingerodder (Aonyx capensis) er et medlem af mårfamilien. Den bliver 73-95 cm lang og vejer 10-16 kg. Hunodderen får 2-3 unger pr. kuld.